# Tierce (office)
Pour les articles homonymes, voir Tierce.
Tierce est la prière chrétienne de la troisième heure du jour (9 h du matin) dans la liturgie des Heures (prière quotidienne chrétienne).
C'est aussi, par extension, le nom de l'office chrétien récité à la troisième heure du jour par les chrétiens pratiquants, moines ou laïcs. Il est donc habituellement chanté ou dit vers 9 heures du matin et commémore le moment où le Saint-Esprit est descendu sur les apôtres.
Dans le rite romain, il est composé d'un hymne, de trois psaumes (ou morceaux de psaumes), d'une petite lecture, un verset et d'une oraison.
Avec Sexte et None, elle fait partie des trois prières dites du « milieu du jour ». Habituellement, on ne récite qu'une seule des trois, très généralement celle de midi. L'Angélus est l'autre prière quotidienne des pratiquants catholiques.